# Jaume Codina i Vilà
Jaume Codina i Vilà (El Prat de Llobregat, 16 de setembre de 1923 - 22 de maig de 2007) fou historiador del Baix Llobregat.

## Biografia
Fill de Jaume Codina i Codina (secretari del primer sindicat de pagesos pratenc) i de Josepa Vilà i Codina, va pertànyer a la nissaga familiar de cal Matetes, renom ja documentat al segle xviii.
L'any 1948 es llicencià en Filosofia i Lletres i començà una tesi doctoral sota la direcció del professor Antoni Badia i Margarit. Després abandonà els estudis lingüístics pels històrics, i finalment es doctorà el 1970 amb la tesi El Delta de Llobregat. Gènere i formes de vida dels segles XVI al XX (Ariel, 1971). Fou la primera tesi presentada en català al departament de Geografia de la Universitat de Barcelona.
L'any 1952 es casà amb M. Àngels Roig, amb qui ha tingut tres fills: Jaume, Jordi i Marta.
Alcalde del Prat de Llobregat des del 1957 al 1964, el seu nomenament va ser fet sense consulta prèvia. Quan dimití el 1964 li fou retirat el passaport, probablement per catalanista.
Professionalment es dedicà principalment al món de l'ensenyament, fent de professor d'història i de llatí. Primer va fer classe als nois grans de l'Acadèmia Pràctica del Sr. Martí. Més endavant obrí el seu propi centre educatiu, el Liceo Pratense, dedicat a l'ensenyament mitjà (del 1950 al 1974), quan al Prat no hi havia centres públics, i a l'ensenyament primari (1963-1972). Amb l'aparició de l'oferta pública es dedicà als més petits en el Parvulari Montserrat (1973-1982). En els seus darrers anys professionals treballà de tècnic de l'Arxiu Nacional de Catalunya.
L'afició al món literari li venia de jove. L'any 1946 fundà, juntament amb altres pratencs, la revista literària clandestina Batec. També va ser cofundador dels periòdics Prat (1950) i Delta (1978).
També impulsà diverses associacions per tal d'enfortir la societat civil del Prat de Llobregat i la seva comarca: el Club 4 (1940), la Xarxa d'Altaveus (1943), Amics d'El Prat (1956) i el Centre d'Estudis Comarcals del Baix Llobregat (1974). D'aquestes dues darreres entitats va ser-ne president durant diversos anys.
El seu interès per la història despertà l'any 1954, quan investigà la data exacta de la butlla de creació de la parròquia que donaria origen al Prat. Publicà el resultat dels seus estudis en el diari Prat. A partir d'aquí va realitzar nombrosos treballs sobre el Prat de Llobregat i la seva comarca. Aquests treballs li han valgut ser considerat el principal historiador del Baix Llobregat.
El 19 d'abril de 1994 el Ple Municipal de l'Ajuntament del Prat de Llobregat, presidit per un ex-alumne seu, Luis Tejedor Ballesteros, el nomenà fill predilecte.
L'any següent, 1995, li fou concedida la Creu de Sant Jordi de la Generalitat de Catalunya.
Va treballar incansablement en temes d'Història local, com una formigueta en les seves paraules, fins que la seva salut li ho va permetre.

## Obra
- CODINA i VILÀ, Jaume Historia de una plaza (La plaza del Prat). El Prat de Llobregat: Portavoz Prat, 1960
- CODINA i VILÀ, Jaume Delta del Llobregat. La gent del fang. El Prat: 965-1965. Granollers: Ed. Montblanc, 1966
- CODINA i VILÀ, Jaume Com neix un poble (El Prat, 1718-1807). El Prat de Llobregat: Setmanari Prat, 1969
- CODINA i VILÀ, Jaume Proletariat rural al Delta del Llobregat al segle xviii. Barcelona: Rafael Dalmau editor, 1969
- CODINA i VILÀ, Jaume Com neix un poble : El Prat : 1718-1807. El Prat de Llobregat: Setmanari "El Prat", 1969.
- CODINA i VILÀ, Jaume L'Hospitalet del Llobregat 1573-1632 : assaig d'interpretació històrica. L’Hospitalet de Llobregat: Ajuntament de l’Hospitalet de Llobregat, 1970.
- CODINA i VILÀ, Jaume Inundacions al Delta del Llobregat (episodis de la història). Barcelona: Rafael Dalmau editor, 1971
- CODINA i VILÀ, Jaume El Delta del Llobregat i Barcelona. Gèneres i formes de vida dels segles XVI al XX. Esplugues de Llobregat: Edicions Ariel, 1971.
- CODINA i VILÀ, Jaume les generacions pratenques, El Prat del Llobregat: Edicions Corona, 1972
- CODINA i VILÀ, Jaume Un Quadern escolar pratenc del segle XVIII. El Prat de Llobregat: Amics d’El Prat, 1980.
- CODINA i VILÀ, Jaume Història del carrer Ferran Puig. El Prat de Llobregat: [s.n], 1981
- CODINA i VILÀ, Jaume La immigració francesa al Delta del Llobregat 1400-1700, a XXV Assemblea Intercomarcal d'Estudiosos, Ed. Centre d'Estudis del Baix Llobregat i Amics del Prat, 1982
- CODINA i VILÀ, Jaume Els Pagesos de Provençana (984-1807): societat i economia a L'Hospitalet pre-industrial. Abadia de Montserrat, 1987-1988
- CODINA i VILÀ, Jaume Història d'una plaça (La plaça d'El Prat). El Prat de Llobregat: Amics d'El Prat, 1989
- CODINA i VILÀ, Jaume Bàndols i bandolers al Baix Llobregat (1580-1630). Barcelona: Publicacions de l'Abadia de Montserrat, 1993
- CODINA i VILÀ, Jaume El rector Bernat Masferrer (1674-1693) i el seu temps. El Prat de Llobregat: Parròquia de Sant Pere i Sant Pau del Prat de Llobregat, 1993
- CODINA i VILÀ, Jaume Els prats (Història d'una sang). Esplugues de Llobregat: Periòdic Delta, 1996
- CODINA i VILÀ, Jaume Contractes de matrimoni al delta del Llobregat (segles XIV a XIX). Barcelona: Fundació Noguera, 1997
- CODINA i VILÀ, Jaume El gir de 1750. Origen i creixement modern de la població. Lleida, Pagès editors, 1998
- CODINA i VILÀ, Jaume L'aiguabarreig del microcosmos. Sant Boi de Llobregat a mitjan segle xvi i XVIII. Barcelona: Publicacions de l'Abadia de Montserrat, 1998
- CODINA i VILÀ, Jaume Les famílies santboianes (segles XIV-XIX). Barcelona: Columna Editorial, 2000
- CODINA i VILÀ, Jaume La vida i la mort al Delta del Llobregat (segles XIV-XIX). Qüestions de demografia històrica. Barcelona: Viena Edicions, 2002
- CODINA i VILÀ, Jaume L'estany d'en Moragues. Naixement d'El Prat de Llobregat. (Il·lustracions de Joan Jordà). El Prat de Llobregat: Ajuntament del Prat de Llobregat, 2005
- CODINA i VILÀ, Jaume Viatge pel terrat. El Prat de Llobregat: Rúbrica Editorial, 2012 [obra pòstuma]